# アーミーメン
アーミーメン（Army men, またはグリーンアーミーメン、green army man, グリーンアーミーマンともいう）は、プラスチック製のおもちゃの兵士。
身長は約5 - 6センチメートルで40体や80体、多いものは100体や1000体セットで販売されている。一般的には緑色である。種類によってはベージュやグレーも存在し、大半の兵士は20世紀の装備をしており、第二次世界大戦やベトナム戦争など様々な時代の兵士をモチーフとしたデザインがある。兵士によって、サブマシンガン、アサルトライフル、機関銃、小銃、ピストルなどそれぞれ異なった武器を持っている。

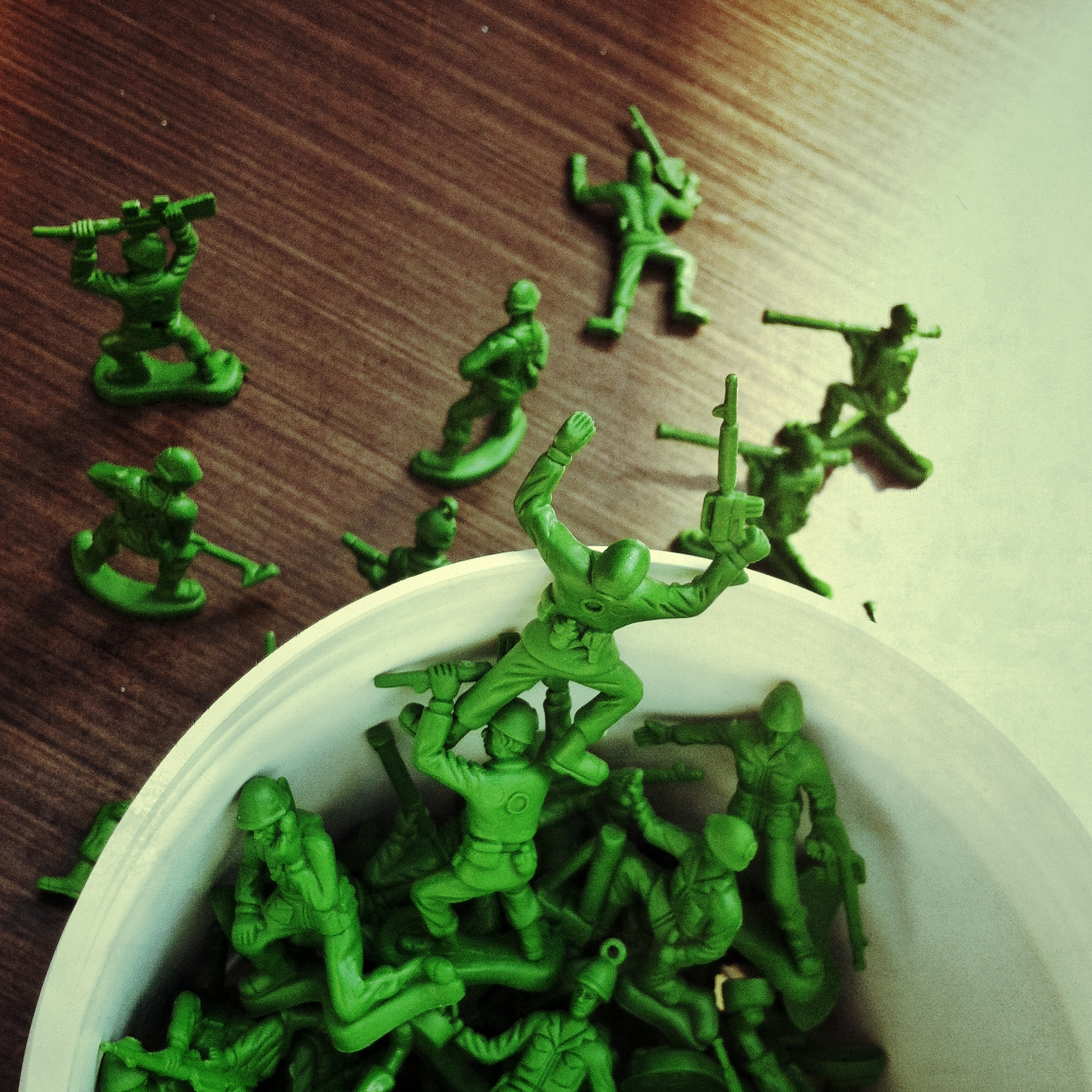
ばけつ入りのアーミーメン

商品によっては、戦車や戦闘機もセットでスーパーマーケットや雑貨屋などで販売されている。この人形の歴史は古く、さかのぼると1938年にベルゲントイ&ノベルティ社が生産したのが最初とされており、種々の登場作品も存在する。現代ではHINGFAT社の商品が知られる。軍隊にとどまらず、消防士、警察官、カウボーイ、騎士などの職業もある。

## 歴史
兵隊のミニチュアの歴史は古く、最古のものは古代エジプトの副葬品まで遡る。ヨーロッパでは17世紀から金属を鋳造した兵隊のミニチュアが机上演習などに用いられた他、19世紀に英国のウィリアム・ブリテン社が中空の鍛造方法を開発したことで、安価で軽量な玩具の兵士は大いに普及していた。
プラスチック製の玩具の兵隊は1938年にベルゲントイ&ノベルティ社が初めて生産したとされている。  
初期のフィギュアは既に普及していた金属製の玩具の兵士と同じ様に塗装され、単品または7体入りの箱入りセットで販売された。
第二次世界大戦が終わると、ベルゲントイ&ノベルティ社は玩具の兵士たちが被っていた第一次世界大戦のタイプのヘルメットを第二次世界大戦のアメリカ軍風のヘルメットに修正した。また、当時のアメリカ軍の制服の色をイメージして緑色の単色成形とし、塗装されずに販売されるようになった。これが今日のアーミーマンの原型となった。
第二次世界大戦後のアメリカではプラスチック製造業は将来有望な業種とみなされており、次々のライバルの玩具会社と新種のアーミーメンが登場し、様々な関連商品が製造されるようになった。1950年代初頭にはルイ&マルクス社は「アメリカ陸軍訓練センター」や「戦場」セットなど、 プレイセットと呼ばれる箱入りのフィギュアとアクセサリーのセットを販売するようになった。 また、マルチプルプラスチックコーポレーション社はフィギュア本体と装備品・アクセサリーを分けることで、同じフィギュアを兵士や、農民、開拓者やカウボーイ、警察官など様々な姿にして楽しめるようにしたり、スキーを履いた兵士や宇宙飛行士、アメリカ南北戦争兵士など多彩なバリエーションを展開した。
1960年代半ばになるとプラスチックの価格低下や軍隊の人気によって、マルクス社やTim-MeeToys社によって大きな袋に大量のアーミーメンが入ったセットが販売されるようになった。 マルクス社はアメリカ兵の敵として成型色を変えたドイツ兵（灰色で成形）日本兵（黄色で成形）など他国の兵士を初めて販売した。後にフランスやロシアなどの同盟軍も追加された。
1970年代に入るとベトナム戦争の不人気と石油危機によるプラスチックの価格高騰によって、アーミーメンを含む多くの軍事ものの玩具の生産は減少に転じた。1975年以降、ヨーロッパとアメリカの多くのプラスチック製兵士を製造していたメーカーが廃業した。。  
今日、ほとんどのアーミーメンは中国で安価に作られている。兵士のみならず、おもちゃのカウボーイとインディアン、農場セット、宇宙人、騎士、恐竜、消防士、警察官など多彩な人形や関連商品、プレイセットを目にすることができる。

## アーミーメンと文化
2011年、 タイム誌はアーミーメンを史上最も人気のある100のおもちゃのリストに追加した。また、1995年のディズニーピクサーアニメーション映画「トイ・ストーリー」とその3つの続編の登場人物として登場したり、アーミーメンをテーマにしたビデオゲームやお菓子が発売されるなど、アーミーメンは一種の文化となっている。
アーミーメンはとても安価なため、事実上使い捨ての玩具として遊ぶことができ、さまざまな創造的な遊びを想起させる。サンドボックスとして遊ぶ、またはゴム製のボールやビー玉を当てて遊ぶ、単純なミニチュアウォーゲームのコマとして遊んだりするのに適している。
1990年代以降のアメリカではゼロ・トレランスの武器ポリシーのために、銃火器を持った人形は好ましくないとされ学校や保育園への持ち込みは禁止されている。 バーガーキングがトイ・ストーリーとのタイアップ商品を販売した際には、無線機と双眼鏡をもち銃を持っていないアーミーメンだけが採用された。。  

## 登場作品
- トイ・ストーリー - ピクサー映画。
- 突撃!アーミーマン 史上最小の作戦 - 3DOによるリアルタイム・シミュレーションゲーム。
- スティーヴン・キング 8つの悪夢 - 第1話「バトルグラウンド」にアーミーメンをモデルとした玩具の軍隊が登場し、主人公の殺し屋と死闘を展開する。